# LOL (Laughing Out Loud)
LOL (Laughing Out Loud) (Brasil: Rindo à Toa / Portugal: LOL) é um filme de comédia francês dirigido por Lisa Azuelos. O filme foi primeiramente lançado no Festival de Roma em 27 de outubro de 2008 e posteriormente sendo lançado nos cinemas franceses em 4 de fevereiro de 2009. O lançamento do filme foi um verdadeiro sucesso na França. Já no Brasil, o longa estreou em 31 de Julho, com distribuição da California Filmes, com três cópias, respectivamente em três salas.

## Sinopse
Lola (Christa Theret) tem quinze anos e não vê a hora de reencontrar seus amigos na volta das férias. Mas quando encontra o namorado Arthur (Félix Moati), este revela que a traiu. Lola fica decepcionada e nem ao menos pode contar com seus próximos. Sobretudo a mãe, Anne (Sophie Marceau), com quem sente cada vez mais dificuldade em dialogar. Mas eis que um amigo lhe dá atenção: Maël (Jérémy Kapone). Este parece ser o único que a entende, e Lola acaba se apaixonando por ele.

## Elenco
- Christa Theret como Lola
- Sophie Marceau como Anne
- Alexandre Astier como Alain
- Jocelyn Quivrin como Lucas
- Françoise Fabian como a mãe de Anne
- Jérémy Kapone como Maël
- Félix Moati como Arthur
- Marion Chabassol como Charlotte
- Lou Lesage como Stéphane
- Émile Bertherat como Paul-Henri
- Louis Sommer como Medhi
- Pierre Niney como Julien
- Adèle Choubard como Provence
- Warren Guetta como David Lévy
- Jade-Rose Parker como Isabelle de Peyrefitte
- Christophe Bourseiller como Sra. Gerbère
- Thaïs Alessandrin como a irmã pequena de Lola
- Lisa Azuelos como a psicóloga de Anne
- Vincent Jasinskij como Léon
- Axel Kiener como o professor de Matemática
- Jean-Claude Dauphin como o pai de Paul-Henri
- Axel Boute como Axel
- Tom Invernizzi como Théo

## Música

### Trilha sonora
| N.º            | Título                              | Duração |  |
| 1.             | "Little Sister"                     | 3:32    |  |
| 2.             | "Alright"                           | 3:01    |  |
| 3.             | "J'suis au maximum"                 | 0:07    |  |
| 4.             | "Dreamers"                          | 3:42    |  |
| 5.             | "Here to Stay"                      | 3:09    |  |
| 6.             | "First Day of My Life"              | 3:03    |  |
| 7.             | "On the Road to Splifftown"         | 0:29    |  |
| 8.             | "L'euthanasie"                      | 0:12    |  |
| 9.             | "Lola"                              | 3:22    |  |
| 10.            | "Last Night"                        | 0:05    |  |
| 11.            | "Are U Gonna Dance?"                | 2:52    |  |
| 12.            | "Tamaget au baconnet"               | 0:07    |  |
| 13.            | "Exil"                              | 4:18    |  |
| 14.            | "Not to Love You"                   | 3:27    |  |
| 15.            | "Everybody's Got to Learn Sometime" | 4:33    |  |
| 16.            | "Little Sister (Acoustic)"          | 3:20    |  |
| Duração total: | Duração total:                      | 39:22   |  |

### Músicas não incluidas na trilha sonora
| N.º | Título                               | Intérprete        | Duração |  |
| 1.  | "Reality"                            | Richard Sanderson | 4:50    |  |
| 2.  | "Do You Want to Know a Secret"       | The Beatles       | 1:59    |  |
| 3.  | "You Can't Always Get What You Want" | Rolling Stones    | 7:30    |  |
| 4.  | "Girls & Boys"                       | Blur              | 4:50    |  |
| 5.  | "Somewhere Only We Know"             | Keane             | 3:57    |  |
| 6.  | "Sympathique"                        | Pink Martini      | 2:50    |  |
| 7.  | "L`Amour Comme a 16 Ans"             | Marie Laforêt     | 3:10    |  |

## Recepção

### Bilheteria
Na França, levou um público total de 3.660.204 e com arrecadação de $28,916,401 milhões, se tornando a nona maior bilheteria de 2009 em seu país de origem. No Brasil, levou um público total de 5.884 e com renda bruta de R$56.821,67. No total, houve uma arrecadação de $32,751,865 ao redor do mundo.